# وارنسولد
وارنسولد (به هلندی: Warnsveld) یک منطقهٔ مسکونی در هلند است که در زوتفن واقع شده‌است. وارنسولد c نفر جمعیت دارد.